# Hypsifrone
Hypsifrone – gnostycki utwór z Nag Hammadi (NHC XI,2), fragmentarycznie zachowany. Treścią jest opis zstąpienia Hypsifrone (tzn. Wysoko uduchowionej) ze świata duchowego w materialny, a także objawienie, które temu towarzyszy.